# Magny-la-Campagne

Magny-la-Campagne este o comună în departamentul Calvados, Franța. În 1 ianuarie 2018 avea o populație de 582 de locuitori.